# Шустов Віктор Миколайович
Ві́ктор Микола́йович Шу́стов (нар. 14 серпня 1968) — учасник Афганської війни 1979–1989 років, голова Всеукраїнського Союзу ветеранів — інвалідів війни в Афганістані та інших локальних війн.
Здобув вищу освіту. Проживає в місті Кременчук, одружений, виховує двох доньок.
Учасник Євромайдану. В часі війни — вояк 95-ї бригади.

## Нагороди
- орден «За мужність III» ступеня (13.2.2015)